# Железник (Бургаська область)
Желе́зник (болг. Железник) — село в Бургаській області Болгарії. Входить до складу общини Карнобат.

## Населення
За даними перепису населення 2011 року у селі проживали 92 особи, з них 91 особа (98,9%) — болгари.
Розподіл населення за віком у 2011 році:
Динаміка населення: